# Tapanahony
Tapanahony è un comune (ressort) del Suriname di 13.805 abitanti. È il maggior comune del Suriname per superficie, con 42.199 km².
L'area è contestata al confine della Guyana francese per via dei due fiumi Malani (Maripasoula) e Litani.